# Villa Giardino
Villa Giardino è un comune argentino della provincia di Córdoba. 
Ha 4.679 abitanti e si trova a circa 85 km da Córdoba. Originariamente popolato da Comechingones, coloni spagnoli che si stabilirono in due importanti ranch (estancias), la città deve il suo nome al proprietario terriero Juan Giardino, proprietario di uno dei due ranch e principale promotore dell'urbanizzazione del villaggio agrario.